# Arūnas Kundrotas
Arūnas Kundrotas (* 5. März 1963 in der Rajongemeinde Pasvalys) ist ein litauischer Politiker.

## Leben
1981 legte Arūnas Kundrotas das Abitur an der Mittelschule in Linkuva in der Rajongemeinde Pakruojis ab. 1986 beendete er ein Wirtschaftsstudium an der Universität Vilnius.
1986–1990 war Arūnas Kundrotas Mitarbeiter am Wirtschaftsinstitut der litauischen Akademie der Wissenschaften (Lietuvos mokslų akademija, Ekonomikos institutas). 1990–1996 arbeitete Kundrotas als Ökonom am Departament für Umweltschutz, später im Umweltschutzministerium. 1994 wurde er Sekretär des Umweltministeriums, 1997–2000 Berater für EU-Integrationsfragen, er nahm an Verhandlungen mit der EU im Bereich Umwelt teil. Vom 5. Juli 2001 an war er Umweltminister der 12. litauischen Regierung und vom 7. Dezember 2004 bis Januar 2008 Umweltminister der 13. Regierung. Kundrotas ist Mitglied der Litauischen Sozialdemokratischen Partei.

## Familie
Kundrotas ist verheiratet mit Diana Kundrotienė, sie haben zwei Töchter.